# ハートを盗らないで!
ハートを盗らないで（ハートをとらないで）は、1992年9月29日に日本テレビ系列で放映されたスペシャルドラマ。全てイタリアのローマで撮影された。

## キャスト
- 舘ひろし
- 宮沢りえ
- 竹中直人
- ジュリー・ドレフュス
- 白島靖代

## スタッフ
- 制作：日本テレビ
- 監督：緒方明
- 脚本：吉本昌弘
- 撮影：山崎裕（ドキュメンタリージャパン）
- 照明：佐藤譲
- 衣裳・スタイリスト：佐瀬玲子
- メイク：森田京子

| スタブアイコン | サブスタブ | この項目は、まだ閲覧者の調べものの参照としては役立たない、テレビ番組に関連した書きかけの項目です。この項目を加筆・訂正などしてくださる協力者を求めています（P:テレビ/PJ:放送または配信の番組）。 |